# 네이선 에이드리언
네이선 에이드리언(Nathan Adrian, 1988년 12월 7일 ~ )은 미국의 수영 선수이며, 현재 50 야드와 100 야드 자유형(쇼트코스) 종목들에서 미국 기록을 보유하고 있는 올림픽 3관왕이다.
2008년 베이징 올림픽에서 올림픽 데뷔를 한 에이드리언은 400m 자유형 계주의 예선들에서 헤엄을 치고 미국 팀이 결승전에서 우승할 때 금메달을 획득하였다. 4년 후, 런던 올림픽에서 에이드리언은 100m 자유형과 400m 혼계영에서 둘다 금메달을 따고 400m 자유형 계주에서 은메달을 획득하였다. 그는 올림픽, 세계 선수권과 팬패시픽 선수권을 포함한 주요 국제 대회에서 총 12개의 금메달, 3개의 은메달, 2개의 동메달을 획득하였다.

## 개인 생활
워싱턴주 브레머턴에서 태어난 에이드리언은 제임스 에이드리언과 홍콩 출신의 어머니 세실리아의 아들이다. 모친은 브레머턴 학교 구역을 위한 간호원이고, 부친은 퇴직한 푸짓 사운드 해군 조선소(Puget Sound Naval Shipyard)의 핵기사이다. 에이드리언은 애리조나 주립 대학교에서 수영을 하던 누나 도넬라와 워싱턴 대학교에서 수영을 한 형 저스틴이 있다. 자신의 형제자매에 의하여 영향을 받은 이유로 에이드리언은 5세 때에 수영을 시작하였다. 브레머턴 고등학교를 위하여 수영을 한 그는 2006년 졸업생으로 그해 가을에 캘리포니아 대학교 버클리에 입학하였다. 결국 2012년에 명예들과 함께 졸업한 그는 5회의 NCAA 개인적 챔피언이었다 - 50 야드 자유형(2009, 2011)과 100 야드 자유형(2009, 2010, 2011).

## 경력

### 2008년 쇼트코스 세계 선수권
2008년 쇼트코스 세계 선수권 대회에서 에이드리언은 100m 자유형과 400m 자유형 계주에서 금메달과 400m 혼계영에서 은메달을 획득하였다. 400m 자유형 계주에서 그는 라이언 록티, 브라이언 룬드퀴스트, 더그 밴 위와 함께 결합하여 3분 08.44초의 세계 기록과 함께 우승하였다. 자신의 두번째 종목 100m 자유형에서는 필리포 마니니에 앞서 46.67초의 기록과 함께 우승하였다. 400m 혼계영에서는 랜들 밸, 마크 갱글로프, 록티와 결합하여 러시아 팀에 밀려 2위를 하였다.

### 2008년 베이징 올림픽
2008년 미국 올림픽 선발 시합에서 에이드리언은 100m 자유형에서 4위를 하였고, 400m 자유형 계주에서 올림픽에 출전하는 데 합격하였다. 50m 자유형에서 6위를 하기도 하였다.
베이징 올림픽에서 에이드리언은 400m 자유형 계주의 예비적 예선들에서 첫 주자로 헤엄을 치면서 48.82초를 세웠다. 컬런 존스, 벤 와일드먼-토브라이너와 맷 그리버스는 최종 시간 3분 12.23초와 함께 계주를 완료하였다. 이 기록은 하루 후에 결승전에서 마이클 펠프스, 개릿 웨버게일, 컬런 존스와 제이슨 레작이 3분 08.24의 기록과 함께 프랑스와 오스트레일리아를 꺾을 때 깨졌다. 예선들에서 수영을 하면서 결승전에 출전하지 않았어도 에이드리언은 금메달을 획득하였다.

### 2009년 세계 선수권
2009년 국내 선수권 대회에서 에이드리언은 50m와 100m 자유형 종목들에서 1위를 하면서 로마에서 열리는 세계 수상 선수권 대회에 출전하는 데 자격을 얻었다.
세계 수상 선수권 대회에서 에이드리언은 400m 자유형 계주와 400m 혼계영에서 금메달을 획득하였다. 그는 또한 50m 자유형에서 6위와 100m 자유형에서 10위를 하였다. 마이클 펠프스, 라이언 록티와 맷 그리버스가 400m 자유형에서 완료한 후, 미국 팀은 러시아 팀에 밀려 근소한 적자를 가졌다. 그래도 에이드리언은 1위를 위하여 다닐라 이조토프를 따라잡는 데 46.79초에 최종 주자로서 헤엄을 쳤다. 3분 09.21초의 최종 시간은 선수권 기록이었다. 혼계영에서 에이드리언은 예선들(맷 그리버스, 마크 갱글로프와 타일러 맥길과 함께)에서 공헌하였고 결승전에서 미국 팀이 1위를 할 때 금메달을 획득하였다.

### 2010년
2010년 국내 선수권 대회에서 에이드리언은 50m와 100m 자유형 타이틀을 우승하면서 팬패시픽 수영 선수권 대회에 출전하는 데 합격하였다. 100m 자유형에서 우승은 400m 자유형 계주와 혼계영 팀들에 나가는 데 확정되었다.
팬패시픽 수영 선수권 대회에서 에이드리언은 총 4개의 금메달을 획득하여 자신 경력의 최고 상연을 보였다. 첫 종목 100m 자유형에서 캐나다의 브렌트 헤이든과 100m 자유형의 세계 기록 보유자 세자르 시엘루 필류를 꺼꼬 48.15초와 함께 금메달을 땄다. 다음 날에 펠프스, 록티, 레작과 함께 팀을 이루어 400m 자유형 계주에 최종 주자로 나갔다. 경연이 없이 에이드리언은 47.51초의 기록을 세우고 미국 팀은 3분 11.74초와 함께 우승하였다. 이어서 그는 50m 자유형과 400m 혼계영에 나갔다. 50m 자유형 결승전에서 에이드리언은 우승 후보 시엘루에게 충격을 주면서 21.55초와 함께 우승하였으며, 시엘루는 21.57초와 함께 2위를 하였다. 1시간 30분 후에 그는 에런 피어솔, 마크 갱글로프, 마이클 펠프스와 함께 400m 혼계영에 나갔다. 자유형 주자로 헤엄치면서 에이드리언은 가장 빠른 47.54초의 기록을 세우고 미국 팀은 3분 32.48초와 함께 금메달을 획득하였다.

### 2011년

#### 2011년 세계 선수권
2011년 세계 선수권 대회에서 에이드리언은 펠프스, 웨버게일, 레작와 함께 400m 자유형 계주에서 첫 동메달을 땄다. 최종 주자로 헤엄을 치면서 그는 47.40초의 기록을 세웠다. 100m 자유형 결승전에서 48.23초와 함께 6위를 하였고, 준결승전에서는 48.05초를 세우기도 하였다. 50m 자유형 결승전에서 그는 3위를 한 알랭 베르나르에게 0.01초 차이로 밀려 21.93초와 함께 4위를 하였다. 자신의 마지막 종목 400m 혼계영에서 갱글로프, 펠프스, 닉 토먼과 팀을 이루어 3분 32.06초와 함께 금메달을 획득하였다. 자유형 주자로 헤엄친 그는 47.64초를 세웠다.

#### 2011년 국내 선수권
그해의 국내 선수권 대회에서 에이드리언은 21.84초와 함께 50m 자유형 타이틀을 유지하였다. 그의 시간은 세자르 시엘루 필류(21.52초), 브루노 프라투스(21.76초), 프레데리크 부스케(21.78초)에 밀려 세계에서 4위에 놓였다.

### 2012년 런던 올림픽
2012년 네브래스카주 오마하에서 열린 미국 올림픽 선발 시합에서 런던 올림픽을 위한 출전 시합에 에이드리언은 자신의 첫 종목 100m 자유형에서 1위를 하면서 두번째로 미국 올림픽 팀에 나갔다. 100m 결승전에서 48.46초를 세운 컬런 존스를 앞서 48.10초와 함께 우승하였다. 또한 50m 자유형에서 21.68초와 함께 3위를 하면서 그 종목에 출전하지 못하였다.
런던 올림픽에서 에이드리언은 400m 자유형 계주에서 프랑스 팀에 밀려 펠프스, 존스, 록티와 함께 자신의 첫 은메달을 땄다. 선두 주자로 헤엄치면서 에이드리언은 47.89초를 세우고 미국 팀은 3분 10.38초와 함께 완료하였다.
대회의 5일째 되는 날에 에이드리언은 100m 결승전에서 우승 후보로 보이던 오스트레일리아의 제임스 매그너슨을 0.01초 차이로 꺾고 금메달을 획득하였다. 경주에서 그는 47.52초의 개인 신기록을 세웠다. 100m 자유형의 우승으로 에이드리언은 1988년 맷 비온디 이래 그 종목을 처음으로 우승한 미국 선수가 되었다.
대회의 마지막 날에 에이드리언은 400m 혼계영에서 우승한 미국 팀의 일원으로서 두 번째 금메달을 땄다. 그리버스가 첫 배영 주자로, 브렌던 핸슨이 두 번째 평영 주자로, 펠프스가 세 번째 접영 주자로 헤엄 치면서 에이드리언은 또 다른 자유형의 최종 주자로 헤엄을 쳤다. 미국 팀은 3분 29.35초의 기록을 세웠으며, 일본 팀은 은메달, 오스트레일리아 팀은 동메달을 땄다. 경주에서 에이드리언은 가장 빠른 46.85초를 세웠다.

### 2013년 세계 선수권
2013년 국내 선수권 대회에서 에이드리언은 50m와 100m 자유형을 각각 21.47초와 48.10초로 우승하면서 바르셀로나에서 열리는 세계 수상 선수권 대회에 나가는 데 합격하였다.
자신의 첫 종목에서 에이드리언은 라이언 록티, 앤서니 어빈, 지미 파이겐과 함께 400m 자유형 계주에 결합하여 프랑스 팀에 밀리면서 2위를 하였다. 선두 주자로 헤엄을 치면서 에이드리언은 47.95초를 세웠고, 미국 팀은 3분 11.42초와 함께 결승전을 완료하였다. 에이드리언의 선두 시간은 가장 빠른 선두 주자였다.
그는 100m 자유형의 준결승전에서 47.95초를 세워 결승전으로 향하였다. 결승전에서 에이드리언은 47.84초로 2위를 한 지미 파이겐에게 0.02초로 밀려 동메달을 땄다. 50m 자유형에서는 21.60초로 4위에 그치고 말았다.

## 같이 보기
- 올림픽 다관왕 목록
- 올림픽 수영 남자 메달리스트 목록
- 수영 세계 기록 목록
- 수영 계영 400m 세계 기록 추이
- 수영 혼계영 400m 세계 기록 추이